# Aeroportul Milingimbi
Aeroportul Milingimbi (IATA: MGT, ICAO: YMGB) este un aeroport din Teritoriul de Nord, Australia ce deservește zona Milingimbi⁠(d).
Situat la o altitudine de 18 m, aeroportul dispune de o singură pistă.